# رميات
رميات (الاسم العلمي: Saprolegniales)، رتبة من الطلائعيات البيضية

## المراج
1. ↑  "saprolegniales". المعاني.